# Гончарное (Херсонская область)
Гончарное (укр. Гончарне) — посёлок в Белозёрской поселковой общине Херсонского района Херсонской области Украины.
Почтовый индекс — 75005. Телефонный код — 5547. Код КОАТУУ — 6520382505.

## Население
Население по переписи 2001 года составляло 70 человек.

### Языковой состав
Родной язык населения по данным переписи 2001 года:
| Язык       | Численность, чел. | Доля     |
| ---------- | ----------------- | -------- |
| Украинский | 65                | 92,86 %  |
| Русский    | 5                 | 7,14 %   |
| Итого      | 70                | 100,00 % |

## Местный совет
75005, Херсонская обл., Белозёрский р-н, с. Кизомыс, ул. Радянская, 158